# Øffemand
Øffemand (Peter Pig) er Anders Ands makker i hans debutfilm The Wise Little Hen, og den del tidlige striber med Anders kan vi også se de to være sammen, men Øffemand blev ingen blivende figur i Disney-serier. I lighed med sin andepartner er han doven, men knap så kolerisk, og han er meget glad for mad, hvad der har givet ham et rimeligt stort korpus. Han spiller concertina og kan danse lystigt til den.
Det er sket, at han senere i forskellige landes Anders And-serier er dukket op for en kort bemærkning som bifigur.

## Eksterne henvisnnger
- Øffemand på INDUCKS